# Straight No Chaser
Straight No Chaser (SNC) es un grupo profesional estadounidense a capela que se creó en 1996 en la Universidad de Indiana. En 2007, un video de 1998 de «Los 12 días de Navidad» se volvió viral con más de 8 millones de visitas y posteriormente condujo a un contrato discográfico de cinco álbumes con Atlantic Records en 2008. El video de YouTube se ha visto más de 22 millones de veces.
La expresión, Straight No Chaser, puede traducirse como trago totalmente puro, sin hielo, ni soda o cualquier otro tipo de mezcla. 

## Historia
El grupo formado en 1996 en Universidad de Indiana en Bloomington, Indiana. Dan Ponce, Randy Stine, Charlie Mechling, Steve Morgan, Jerome Collins, Dave Roberts, Walter Chase, Mike Itkoff, y Patrick Hachey devenía Directamente Ningún Chaser. Su nombre era inspirado en la pista de título de Thelonious el 1967 álbum del monje, Directamente, Ningún Chaser, y es una evocación consciente de la americana popular lanzó la frase a menudo empleada en pedir una bebida.
El debut de SNC  fue en una maratón de baile de 36 horas . Los miembros originales se presentaron en el Wrigley Field, Comiskey Park y Navy Pier de Chicago, han sido teloneros de Lou Rawls e incluso han recorrido el país, actuando en lugares como el Carnegie Hall. Los 10 cantantes originales permanecieron juntos, desde 1996 a 1999, cuando se seleccionaron nuevos estudiantes para reemplazar a los miembros ya graduados. Straight No Chaser continúa existiendo como un grupo universitario.
Cuando el grupo original se reformó, ambos grupos continuaron existiendo bajo el nombre de Straight No Chaser. En abril de 2012, el grupo colegiado cambió su nombre a Another Round, tomado del nombre de un CD anterior que fuera lanzado por el grupo.

## Premios
En 2009, Atlantic Records SNC ganó el premio CARA al Mejor Álbum de Vacaciones ( Holiday Spirits ) y fue nominada a Mejor Canción de Vacaciones ("Carol Of The Bells" en Holiday Spirits ).